# Héctor Palacio
Héctor Ivan Palacio Montoya (nascido em 12 de maio de 1969) é um ex-ciclista profissional colombiano. Representou seu país, Colômbia, no ciclismo nos Jogos Olímpicos de Verão de 1992.